# Shreveport ’75
Shreveport 75 – album koncertowy Elvisa Presleya, składający się z utworów nagranych 7 czerwca 1975 (o godzinie 14:30) w Shreveport w Louisianie. Elvis był ubrany w Silver Phoenix suit. Album został wydany w 2011 roku.  

## Lista utworów
1. "See See Rider"
2. "I Got A Woman – Amen"
3. "Love Me"
4. "If You Love Me"
5. "Love Me Tender"
6. "Audience Talk"
7. "All Shook Up"
8. "Teddy Bear – Don’t Be Cruel"
9. "Hound Dog"
10. "The Wonder Of You"
11. "Burning Love"
12. "Band Introductions"
13. "Johnny B. Goode"
14. "Ronnie Tutt Solo"
15. "Jerry Scheff Solo"
16. "Glen D. Hardin Solo"
17. "School Days"
18. "T-R-O-U-B-L-E"
19. "Why Me Lord"
20. "How Great Thou Art"
21. "Funny How Time Slips Away"
22. "Little Darlin'"
23. "Mystery Train - Tiger Man"
24. "Can’t Help Falling in Love"